# Victor Igbonefo
Victor Chukwuekezie Igbonefo (sinh ngày 10 tháng 10 năm 1985 ở Nigeria) là một cầu thủ bóng đá người Nigeria–Indonesia hiện tại thi đấu cho PTT Rayong và đội tuyển quốc gia Indonesia, được xem là một trong những hậu vệ hay nhất ở Indonesian Super League vì tầm nhìn, sức chịu đựng và kỷ luật.

## Sự nghiệp quốc tế
Hiệp hội Bóng đá Indonesia thông báo rằng Victor chính thức nhập quốc tịch ngày 10 tháng 10 năm 2011 và anh ra mắt cho Đội tuyển bóng đá quốc gia Indonesia ở Vòng loại Cúp bóng đá châu Á 2015 trước Ả Rập Xê Út ngày 23 tháng 3 năm 2013.

## Danh hiệu

### Danh hiệu câu lạc bộ
Persipura Jayapura
- Liga Indonesia (1): 2005
- Indonesia Super League (2): 2008–09, 2010–11
- Indonesian Community Shield (1): 2009